# Левинзон, Исаак Бер
Исаак Бер Левинзон (идиш יצחק בער לעווינזאהן‎; 2 (13) октября 1788, Кременец — 1 (13) февраля 1860, там же) — выдающийся еврейский писатель и поборник просвещения русского еврейства.

## Биография
Родился 2-го октября (13-го по новому стилю) 1788 года в Кременце в зажиточной еврейской семье.
Его отец, Иуда Левин, свободно владел польским языком и не был чужд светских знаний; он дал сыну не вполне обычное для того времени воспитание. Кроме Талмуда, Левинзон под руководством отца изучал Библию, изучал и русский язык, что в то время было исключительным явлением. Левинзон рано обнаружил выдающиеся способности: в десять лет он написал сочинение каббалистического содержания, вызвавшее похвалы со стороны некоторых раввинов. Отличаясь большим трудолюбием и страстью к чтению, Левинзон вскоре приобрёл обширные познания в талмудической и средневековой еврейской письменности.

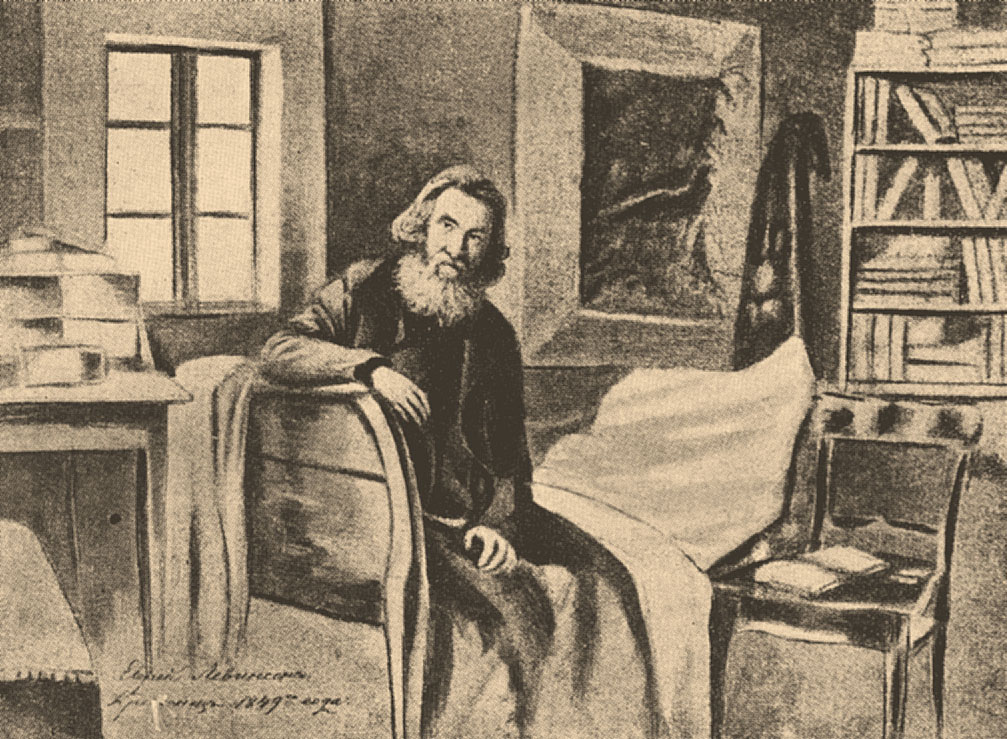
Исаак Бер Левинзон

Согласно обычаю того времени, Левинзон поженили в 18 лет, после чего он поселился в находящемся на австрийской границе м. Радзивилове, где жили родители его жены. Левинзон вскоре разошёлся с женой и всецело отдался литературным занятиям. По примеру большинства тогдашних «маскилим», первые опыты Левинзона были стихотворные. В 1812 году он дебютировал патриотическим стихотворением на изгнание французов из России, каковое было представлено министру внутренних дел радзивиловским комендантом Гирсом, которому Левинзон был лично известен в качестве переводчика во время Отечественной войны.
В это время Левинзон заболел и поехал лечиться в соседний галицийский город Броды, один из тогдашних центров галицийской «хаскалы». Попав в новый, интересный для него мир, Левинзон остался в Бродах на продолжительное время. Пребывание в Галиции, где Левинзон близко сошёлся с виднейшими галицийскими просветителями и литераторами той эпохи, имело решающее влияние на развитие Левинзона. Выдержав экзамен на звание учителя при тарнопольском училище, он при содействии известного мецената Иосифа Переля получил место преподавателя еврейского языка в новооткрытой еврейской школе в Бродах. Печатая составленный им на идиш «Luach ha-Meches» (перевод русского тарифа) в Жолкиеве, Левинзон познакомился с проживавшим там Нахманом Крохмалем. Это знакомство окончательно определило направление и характер всей дальнейшей литературной деятельности Левинзона, который до конца жизни вспоминал о жолкиевском мудреце с особым благоговением и благодарностью.

### Участие в просвещении русского еврейства

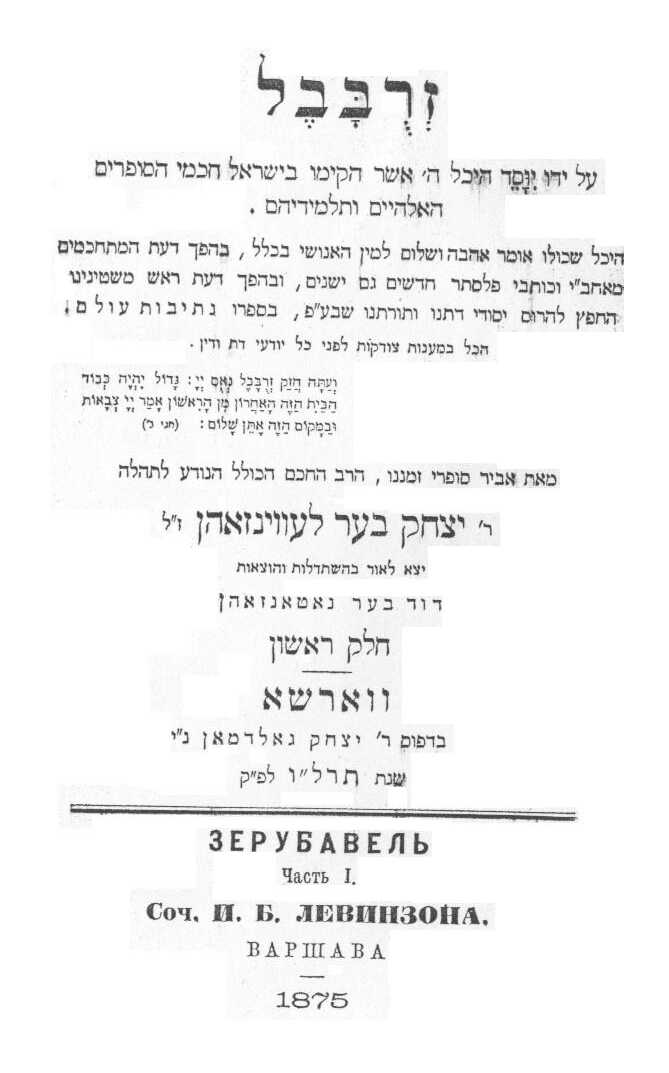

Решив отдаться всецело делу просвещения русского еврейства («хаскала»), Левинзон вернулся в 1820 г. в Кременец. Составленная им в том же году «на пользу еврейского юношества» грамматика русского языка «Jesode Leschon Russia» не могла по бедности автора увидеть свет.

#### «Teudah be-Israel» (1823 / 1828)
К этому времени Левинзон приступил к составлению прославившего его труда «Teudah be-Israel», но, преследуемый местными фанатиками, узревшими в нём опасного вольнодумца, охотно принял предложение богатого купца из Бердичева поехать к нему в качестве воспитателя его детей.
Вследствие пошатнувшегося здоровья Левинзон вернулся в 1823 г. в Кременец, который он уж больше не покинул до самой смерти. В этом же году Левинзон закончил свой труд, но, не имея возможности напечатать его на собственные средства, объявил (Igeret ha-Besor, 1823) предварительную подписку, которая не оправдала, однако, возлагавшихся на неё Левинзон надежд. К этому времени он занемог тяжкой болезнью, приковавшей его к постели на долгие годы.
В 1827 г. Левинзон представил рукопись своего труда министру народного просвещения Шишкову, ходатайствуя о выдаче ему вспомоществования для издания предназначенной для просвещения евреев книги. По высочайшему повелению Левинзону было выдано в конце 1828 года 1000 рублей «за сочинение на еврейском языке, имеющее предметом нравственное преобразование еврейского народа». За несколько месяцев до того, благодаря содействию некоторых друзей, «Teudah be-Israel» появилась в свет (1828, переиздана в 1855, 1878 и 1901). В этой книге, составляющей эпоху в истории просвещения русского еврейства, Левинзон, как он сам это подчёркивает в благодарственном письме Николаю I, поставил себе «главной целью улучшение системы воспитания и образования еврейского юношества».
От имени «ищущих правды и света», просящих «указать им правильный путь, который следует избрать в жизни», Левинзон во главе книги поставил следующие вопросы:
1. обязательно ли еврею изучать древнееврейский язык и его грамматику?
2. дозволено ли ему изучать иностранные языки?
3. можно ли еврею заниматься светскими науками?
4. если да, то какая в них польза?
5. искупает ли эта польза тот вред, который, по мнению весьма многих, эти науки наносят нашей вере и традициям?

Давая положительный ответ на эти вопросы, казавшиеся большинству тогдашних ортодоксов крайне предосудительными и опасными, Левинзон выступил во всеоружии своей богословской эрудиции. Все свои выводы и положения он снабжает обильными цитатами из Талмуда, Мидрашим и средневековой богословской литературы; ссылками на величайших в ортодоксальном еврействе авторитетов Левинзон становится совершенно неуязвим для своих противников. Спокойно и уверенно он их обезоруживает их же оружием. Цитатами же из древней еврейской письменности Левинзон подчёркивал, что занятие ремёслами и земледелием всегда считалось еврейскими авторитетами наиболее благородным трудом; указывая как на благоприятный момент, что правительство даёт евреям возможность вернуться к производительному труду, открывая перед ними взамен посредничества и торгашества доступ к новым отраслям, в особенности к земледелию, Левинзон взывает к своим единоплеменникам: «Изучайте ремесла, обогащайтесь знаниями, обрабатывайте землю подобно предкам вашим, ибо только она дает счастье и благоденствие человеку!».
Успех этой книги был небывалый. О том колоссальном впечатлении, какое она произвела на молодёжь, дают представление письма к Левинзонy от современников, ставших впоследствии известными учёными. «Только ваша книга, — писал Левинзонy в 1834 г. известный впоследствии библиофил М. Страшун, — которую я перечитывал несколько раз, дала мне полную зрелость». «В дни моей юности, — писал Сениор Закс в 1841 г. Левинзонy, — когда я коснел во мраке невежества, ярким светом озарило меня ваше произведение; оно возбудило во мне жажду знания и света». В том же духе писали ему С. Финн и др. Даже ортодоксы не могли отрицать убедительной силы аргументов Левинзона, и пользовавшийся в ортодоксальных кругах большим авторитетом виленский раввин Абеле Посволер, по преданию, на вопрос: «в чём заключаются недостатки произведения Левинзонa?», ответил: «в том, что оно не написано Виленским Гаоном». Только фанатики Юго-Западного края встретили книгу Левинзона крайне враждебно, и презрительная кличка «Теудка», какой они прозвали творца «Teudah be-Israel», стала у них нарицательным именем еретика и безбожника («эпикорос»).
Тяжёлый недуг и крайне бедственное материальное положение не оторвали Левинзонa от научных занятий. Прикованный к постели, Левинзон усердно изучал сирийский, халдейский, латинский и европейские языки; вместе с тем, он ознакомился с политическими науками и философией.

#### «Bet Jehudah» (1829 / 1839)
В 1829 г. Левинзон закончил труд «Bet Jehudah, Maamar Korot ha-Dat bi-Jescburun», в котором пытался дать в ясной и общедоступной форме систематический анализ и историю развития иудаизма. В начале книги, представляющей собой вторую, дополнительную часть «Teudah be-Israel», был помещён ряд вопросов по еврейской религии и истории, на которые и даётся ответ в самой книге.
Когда рукопись была послана в Вильну для печатания, местные раввины нашли поставленные во главе книги вопросы весьма опасными для религии, и по их настоянию типография отказалась печатать «еретическую» рукопись. Левинзон уверял раввинов, что инкриминируемые вопросы исходят не от него, а будто их задал ему весьма видный сановник (Левинзон указал при этом вымышленное имя: Эмануил Ливен), тем не менее, книга не могла быть напечатана, и лишь 1839 г. она была опубликована под заглавием «Bet Jehudah» (переиздана в 1858, 1878, 1901). Книга сразу приобрела большую популярность и вскоре была переведена на польский язык.
В этом же произведении Левинзон опубликовал программу преобразования русского еврейства в пяти пунктах, которая была полностью воспринята затем еврейскими прогрессистами 1840-х годов:
1. учредить школы для обучения мальчиков и девочек не только религиозным и общеобразовательным предметам, но главным образом ремеслу;
2. следует избрать верховного раввина и при нём устроить консисторию для заведования всеми духовными делами евреев [по сообщению Левинзона правительство дважды предлагало ему пост верховного раввина, но он отказывался[1];
3. каждый город должен иметь своего проповедника, не для схоластических упражнений, а для живой проповеди по вопросам этики и реальных требований жизни;
4. наделить по крайней мере треть еврейского населения землёй, чтобы оно могло заниматься земледелием и скотоводством;
5. евреи не должны позволять себе никакой роскоши ни в платье, ни в домашней обстановке, так как это вызывает зависть и имеет дурные последствия.

Об осуществлении важнейших пунктов этой программы Левинзона с неослабной энергией хлопотал у правительства. Воспитанный на традициях прусских и галицийских «маскилим», благоговевших перед «просвещённым абсолютизмом», Левинзон не верил в возрождение русского еврейства без деятельной помощи власти. Он поставил себе поэтому двойную задачу:
1. действовать силой убеждения на тех своих собратьев, которые коснели в невежестве;
2. ознакомить правительство с внутренним духовным бытом еврейства и его насущными нуждами, ходатайствуя при этом о содействии правительства в деле создания новых условий духовно-бытовой и экономической жизни евреев.

#### Другие труды (1823—1837)
Ещё в 1823 г. Левинзон представил цесаревичу Константину Павловичу на немецком языке проект еврейских училищ и семинарий, а также подробную записку о еврейских сектах. В 1831 г. Левинзоном была подана министру народного просвещения Карлу Ливену записка о необходимости преобразований в религиозном быту евреев, а также проект учреждения училищ, где бы еврейские дети могли воспитываться сообразно требованиям времени.
В 1833 г. ввиду того, что до правительства дошли слухи, будто в еврейских типографиях часто печатаются без всякого цензурного разрешения книги предосудительного характера, Левинзон, опасаясь за судьбу еврейских книг, выработал проект (утверждённый правительством в 1836 г.) об уничтожении еврейских типографий повсюду, кроме городов, где находится цензура, и о пересмотре цензурой всех еврейских книг. В 1834 г. он подал на высочайшее имя докладную записку об упорядочении воспитания у евреев и о наделении евреев землёй; в то же время он рассылал воззвания в разные еврейские общины, призывая евреев взяться за земледелие. [Переписка, которую Левинзон вёл по этому делу с администрацией, была потом передана статс-секретарём Лонгиновым министру внутренних дел Блудову.
Когда в 1840 г. правительство приступило к школьной реформе и были учреждены раввинские комитеты, прогрессивные кружки, считая Левинзона инициатором и вдохновителем этой реформы, стали обращаться к нему с выражениями благодарности и просьбами употребить всё своё влияние, чтобы реформа была осуществлена. Болезненное состояние не дало ему возможности принимать более активное участие, и он, согласно собственному сообщению, принуждён был отказаться от последовавшего в 1842 г. приглашения участвовать в созванной в Петербурге раввинской комиссии.
Лишённый возможности принимать участие в деле осуществления школьной реформы, Левинзон посвятил свои духовные силы и обширную эрудицию защите еврейства и еврейской религии от лживых обвинений. Когда в начале 1830-х годов в г. Заславле возвели на евреев ложное обвинение в ритуальном убийстве, Левинзон ходатайствовал перед правительством об облегчении участи невинно заключённых и в то же время написал апологетический труд «Efes Damim» (нет крови) с целью «оправдать евреев в глазах христиан, защитить их против лживого обвинения в употреблении христианской крови». Книга (вышла в 1837 г., выдержала затем 4 издания) имела большой успех, и когда в 1840 г. в Дамаске возникло известное дело о мнимом ритуальном убийстве, она, признанная «хорошим орудием, выкованным опытной и честной рукой», была по поручению Монтефиоре переведена д-ром Лёви на английский язык (переведена впоследствии также на русский (1883) и в 1885 и 1892 на немецкий языке).
«Achiah ha-Schiloni» (1939)
Когда в 1839 г. вышел древнееврейский перевод нашумевшей книги английского миссионера Макола (M’Caul) «Netivot Olam», в которой автор пытался доказать, что Талмуд и вся еврейская письменность наполнены нелепостями и враждебными выходками против христиан, Левинзон написал полемический труд «Achiah ha-Schiloni», в котором он с большой эрудицией и со значительным полемическим дарованием изобличает неосведомлённость христианского общества, когда оно высокомерно толкует о порочности и моральном падении еврейства. По цензурным условиям книга не могла появиться в России, и она была опубликована за границей лишь после смерти Левинзонa (1863).
«Zerubabel»
Вслед за этой работой Левинзон приступил к составлению наиболее обширного своего труда (в четырёх частях) «Zerubabel», в котором, рассматривая Талмуд с исторической точки зрения, опровергает ложные обвинения, взводимые Макола и др. на еврейскую религию и этику. Над этим трудом больной Левинзон работал двенадцать лет. «Zerubabel», как и большинство других произведений Левинзон, остался при его жизни неизданным. Опасаясь за участь своих рукописей, одинокий Левинзон отправил их в Одессу своему племяннику.
При жизни Левинзону удалось лишь опубликовать, кроме вышеупомянутых: «Dibre Zaddikim» (сатира на цадиков, 1830) и «Bet ha-Ozar» (труд по лексикографии, 1840). Его исследование о каббале «Pittuche Chotam» не могло появиться в свет, так как было запрещено цензурой в 1846 г..
Крайне тяжёлое материальное положение больного Левинзона было облегчено незадолго до смерти, когда министерство внутренних дел исходатайствовало (1858) Левинзону единовременное вспомоществование в 3000 руб., за которое Левинзон должен был представить 2000 экземпляров недавно переизданных (в 1855—58 г.) произведений («Teudah» и «Bet Jehudah»).

### Похороны
В день похорон Левинзона его друзья и ученики несли за гробом его изданные сочинения. На могильном камне высечена по просьбе Левинзона им же составленная эпитафия со следующими заключительными строками: «Не острым мечом сражался я с врагами Господа, а словом. Им отстаивал я перед лицом народов правду, справедливость — свидетелями тому „Zerubabel“ и „Efes Damim“.»

## Оценка деятельности
Имя Левинзона, прозванного «Мендельсоном русских евреев», неразрывно связано с историей литературы и просветительного движения русского еврейства первой половины XIX века. Духовный вождь «маскилим» 1820-х — 1840-х годов, Левинзон первый ясно и определённо выставил программу преобразования еврейской жизни. Враг риторики и витиеватого стиля, Левинзон вполне популярным и общедоступным языком писал о вопросах насущной, реальной необходимости; он старался дать своим современникам ясные, свободные от предрассудков представления о еврейской этике и религии и внушить им любовь к знанию и производительному труду. Проповедь Левинзона оказала огромное влияние на тогдашнее поколение, она будила мысль еврейских юношей и властно звала их к просвещению и общечеловеческой культуре. Рукописи Левинзона перешли впоследствии от его племянника к Б. Натанзону, который и опубликовал их почти полностью.

## Сочинения
- «Эфес дамим» («Нет крови»), 1834 г, опубл. 1837 г
- «Zerubabel» (первые две части в 1863, полностью в 1878 г.)
- «Taar ha-Sofer» (o караимах, 1863; в том же году переведена на русский язык Березкиным)
- «Toledot Sehem» (труд по евр. филологии, 1877); дальнейшая часть этого труда, «Ohole Sehem», опубликована в 1893 г. (в конце книги помещён «Cheker Milim» — критика «Ozar ha-Schoraschim» Бен-Зеева);
- «Jemin Zidki» (против напечат. в 1835 г. за счёт правительства сочинения крещёного еврея Темкина «Derech Selula», 1880);
- «Jalkut Ribal» (собрание статей, 1879);
- «Jehoschafat» (критика труда С. Реджио, «Ha-Torah we-ha-Pilusufiah», 1883);
- «Bikkure Ribal» (критические статьи, 1889);
- «Eschkol ha-Sofer» (стихи и эпиграммы, 1890);
- «Hefker Welt» (сатира на разговорно-еврейском языке, 1888; при жизни Л. обращалась в рукописных списках и пользовалась большой популярностью);
- «Isreel» (собрание статей, 1903);
- Pituche Chotam (стихи и статьи о каббале, 1903);
- «Beer Izchak» (переписка Л. с современниками, 1899).